# Ultimate Marvel
Ultimate Marvel foi uma linha editorial da Marvel Comics criada em 2000. Esta linha veio a capitalizar com o êxito que tiveram os filmes dos X-Men (lançado no mesmo ano da criação da linha) e do Homem-Aranha (estreado dois anos depois). Foram desenhados no sentido de capturar os jovens adolescentes e gerações mais velhas que não conheciam o Universo Marvel e estavam intrigados pelos filmes. Presentemente, os títulos desta linha são os mais vendidos da Marvel Comics. De a cordo com a Enciclopédia Marvel, a linha Ultimate se passa na Terra-1610do Multiverso da Marvel.
No Brasil, esta linha já foi conhecido por Século 21 (Editora Abril), sendo presentemente conhecida por Millenium (Panini Comics).
O Universo Ultimate, como parte de um reboot em grande escala do All-New, All-Different Marvel Multiverse, terminou na conclusão do enredo de "Guerras Secretas" de 2015, quando personagens selecionados do Universo Ultimate foram transferidos para o universo principal. No entanto, o escritor Brian Michael Bendis estabeleceu no final da minissérie Spider-Man II de 2017 que o universo e seus super-heróis ainda existem.
Entre junho e setembro de 2023, a Marvel publicou a minissérie Ultimate Invasion escrita por Jonathan Hickman com arte do co-criador de The Ultimates, Bryan Hitch. Os eventos da minissérie culminam no estabelecimento de um Ultimate Universe reiniciado designado como Terra-6160, que servirá de cenário para quadrinhos relançados sob o selo Ultimate Marvel começando com o Ultimate Universe #1 de mesmo nome em novembro de 2023, introduzindo uma marca- nova encarnação dos Ultimates. O novo selo Ultimate também incluirá novas versões de Ultimate Spider-Man e Ultimate X-Men, bem como uma história independente de Ultimate Black Panther, tudo com início de publicação em 2024.

## Continuidade
As revistas retratam versões reimaginadas e actualizadas de alguns dos personagens da Marvel, como os Vingadores e o Quarteto Fantástico. No entanto, estes personagens têm novas origens, estando libertos para que os criadores não tenham dos basear nas histórias antigas. Cada personagem foi modificado de modo a reflectir uma abordagem mais moderna do que os anos em que foi originalmente criado, sejam as décadas de 60 ou 70 do século XX. Por exemplo, o Homem-Aranha ganha os seus poderes a partir de uma aranha geneticamente modificada e o seu alter ego Peter Parker tem um emprego em part-time como webmaster do site de um jornal; originalmente, a aranha era radioactiva e Peter trabalhava como fotógrafo de um jornal.
Alguns títulos, como o do Homem-Aranha, foram originalmente concebidos para atrair jovens adolescentes. No entanto, outros títulos Ultimate têm tido como alvo grupos etários mais idosos. Seja como for, o público alvo da linha Ultimate eram os leitores novos, não pretendendo converter os fãs antigos para esta nova continuidade. No entanto, as vendas da linha Ultimate por um tempo superaram as da linha principal.
Uma das características notórias da Ultimate Marvel é a de que os seus personagens são mais novos do que na continuidade tradicional. Em alguns casos, tal deve-se a se ter começado a contar as suas aventuras desde as suas origens, como é o caso do Homem-Aranha e dos X-Men, ainda adolescentes na linha Ultimate. Noutras séries, as mudanças são mais marcantes. Por exemplo, no Ultimate Quarteto Fantástico os personagens adquirem os seus poderes muito mais cedo, numa altura em que Reed Richards (Senhor Fantástico), o mais velho, tem vinte e sete anos. O seu papel paternal no grupo da linha tradicional foi, entretanto, transferido para um novo personagem, o Professor Storm, o pai de Sue (Mulher Invisível) e Johnny Storm (Tocha Humana). Em uma historia do quarteto pode se ver sua relação com o zumbiverso, local onde se passam as histórias de série Marvel Zombies.
A continuidade destas personagens não é, portanto, a da Terra-616, pelo que elas não interagem com personagens daquela continuidade, as versões originais.
Têm-se distinguido pelo seu trabalho nesta linha or argumentistas Brian Michael Bendis e Mark Millar, além do antigo presidente Bill Jemas e do director Joe Quesada.

## Títulos publicados
- Ultimate Homem-Aranha (2000-2011)[]
- Ultimate X-Men (2001-2011)[]
- Ultimate Marvel Magazine (2001-2002)
- Ultimate Marvel Team-Up (2001-2002)
- Os Supremos (versão Ultimate dos Vingadores) (2002-2004)
- Ultimate Adventures (2002-2003)
- Ultimate Demolidor e Elektra (2003)
- Ultimate War (2003)[]
- Ultimate Six (2003-2004) (versão Ultimate do Sexteto Sinistro)[]
- Ultimate Quarteto Fantástico (2004-2011)[]
- Ultimate Elektra (2004)
- Ultimate Homem-Aranha: Arachnoman Variant (2004)
- Ultimate Nightmare (2004)[]
- Ultimate Comic Spider man (2011-presente)[]
- Ultimate Comic Os Supremos (2011-presente)[]
- Ultimate Comic X-Men (2011-presente)[]

Alguns destes títulos foram publicados no Brasil pela Panini e em Portugal pela Devir Livraria.

## Revista
Ultimate Marvel  também foi o título da revista portuguesa da Devir em Portugal que publicou as aventuras do Homem-Aranha e X-Men.